# Seven Up (альбом)
Seven Up — третий альбом группы краут-рока Ash Ra Tempel, записанный в 1972 и выпущенный в 1973 году.

## Характеристика
Даже несмотря присутствие такого особого гостя, как Тимоти Лири, альбом, как и его предшественник, тяготеет к экстравагантной блюзовой психоделии на первой стороне, а его вторая сторона уносит в глубочайшие сферы спейс-рока. Поклонники Лири могут быть слегка удивлены, так как его голос — лишь один из пяти, разбросанных по альбому, и звучит совсем не как голос кислотного пророка на треках «Right Hand Lover», «Downtown» и «Power Drive». В целом альбом не стал тем слиянием сознаний, которого ожидали поклонники кислоты и краута.

## Список композиций
1. Space (15:55)

1. Downtown
2. Power Drive
3. Right Hand Lover
4. Velvet Genes

1. Time (21:37)

1. Timeship
2. Neuron
3. She

## Состав исполнителей
- Тимоти Лири, Брайан Бэррит, Лиз Эллиот, Беттина Хольс — голоса
- Михаэль Дьюве — голос, флейта
- Портиа Нкомо — голос, обработанный при микшировании
- Мануэль Геттшинг — гитара, электроника
- Хартмут Энке — бас, гитара, электроника
- Стив Шредер — орган, электроника
- Дитмар Бурмайстер — барабаны
- Томми Энгел — барабаны, обработанные при микшировании
- Клаус Мюллер — бубен
- Дитер Диркс — синтезатор, обработанный при микшировании